# アルキビアデスI
『アルキビアデスI』（アルキビアデスいち、希: Ἀλκιβιάδης αʹ, 英: Alcibiades I）、『第一アルキビアデス』（だいいちアルキビアデス、英: First Alcibiades）、あるいは『アルキビアデス (大)』（アルキビアデスだい、希: Αλκιβιάδης μείζων, 羅: Alcibiades maior）とは、プラトン名義の著作（対話篇）の1つ。副題は「人間の本性について」（希: Περι φυσιος ανθρωπου, 羅: De hominis natura）。
古代にトラシュロスがまとめた四部作（テトラロギア）集36篇の中に含まれるが、プラトンの真作であるかについては疑義が呈されることもある。ただし、『アルキビアデスII』と比べれば真作性が高いものとされる。

## 構成

### 登場人物
- ソクラテス - 40歳頃。
- アルキビアデス - アテナイの名家の子息にして容姿端麗な青年。後に政治・軍事指導者となり、ペロポネソス戦争では主戦論を展開してニキアスの和約を破り戦争再開、その後亡命生活を繰り返すなど波乱の人生を送る。『プロタゴラス』『饗宴』にも登場。20歳頃。

### 年代・場面設定
ソクラテスとアルキビアデスの初めての会話を描く体裁となっている。
ソクラテスはアルキビアデスに、これまで好意を持って彼を観察していたが、「ダイモーン」の反対があって声を掛けるのを控えていた、しかしその反対が無くなったので、こうして話しかけることができるようになったと切り出す。そして、自信満々で彼に言い寄ってくる男たちが彼の自信に気圧されて敗退していく様を見てきて、そんな彼の自信の理由を立ち入って考察してみたいと述べる。
こうして2人の問答が開始される。

### 補足
本篇は、『アルキビアデスII』の2倍程度の文量があるので、『アルキビアデス （大）』とも呼ばれてきた。

## 内容
ソクラテスとアルキビアデスのはじめての会話（問答）を舞台とし、アルキビアデスがソクラテスのプロトレプティコス・ロゴス（（哲学を）勧奨する言論）によって、彼を愛知（哲学）の師として受け入れる様が描かれる。
内容・構成的には、初期対話篇『カルミデス』に比較的近いが、本篇ではアポリアに陥るほどの深い議論は行われておらず、中期作品のように「教授」的な性格の強いソクラテスが描かれる。また中期対話篇『国家』の第6巻第8章 (494C-E) の記述を、意識した内容・構成ともなっている。
内容上はプラトンの作品として不自然な点は無く、むしろ『メノン』と同じように、アルキビアデスを相手に「無知の知」（己の無知の自覚）を経ながらの「知恵の探求」という、愛知（哲学）の重要性が丁寧に分かりやすく述べられているため、新プラトン主義のプロクルスやオリュンピオドロスなどは本作を「プラトン哲学への入門書」として特に重視し、注釈書を書いている。
ただし、アルキビアデスという重要人物を扱う作品としては内容が簡素で、『プロタゴラス』『ゴルギアス』『饗宴』など傑作とされる作品と比べると不足感を感じさせるため、偽作であると主張する学者も一定数いる。
本篇と同様に、「節制（思慮の健全さ）」と「無知の知」について扱った作品としては、初期対話篇『カルミデス』がある。

### 導入
ソクラテスがアルキビアデスに話しかけ、これまで長年話しかけなかったのは「ダイモーンの反対」があったからであり、それがなくなったのでこうして話しかけていることを告げる。そして長年アルキビアデスを観察してきたが、数々の自信にあふれた恋人たちが敗退していくのを見て、アルキビアデスの自信の理由を立ち入って考えてみたいと述べる。
ソクラテスは、アルキビアデスは「何事も世の人の助けはいらない」というほどに、外貌、家柄、富などで卓越していて自信・誇りを持っており、それに対して相手の恋人たちはいくぶん引け目があるので負けることになったことを指摘しつつ、今さらどうして自分（ソクラテス）だけがこうして残ってがんばっているのか不思議だろうと述べる。
アルキビアデスは、ちょうど自分も今までソクラテスが何を希望して自分を熱心に観察しているのか不思議で質問したいと思っていたので、ソクラテスに先を越されてしまったと述べる。
こうして2人の問答が開始される。

### アルキビアデスの野心
ソクラテスはまず、アルキビアデスが先に列挙したようなもの（現在の外貌・家柄・富）では満足せず、その名と力を全ギリシア、さらにはヨーロッパ・アジアを超えて全人類に行き渡らせたいと望んでいる野心家であることを指摘しつつ、自分こそがその望みを完成させるのに不可欠な存在であり、ダイモーンにこれまで接触を禁じられていたのも、アルキビアデスがそのことを理解できるだけの大望に胸ふくらませる年齢に成長するまで、無駄な言葉を交えさせないためだったと述べる。
アルキビアデスは、ソクラテスが変わり者であることを再認識したとしつつ、自分のその望みが「ソクラテスがいなければ成就できない」とはどういうことか問う。

### 国政進出の資質
ソクラテスは、問答が自分のやり方であると協力を要請しつつ、まずアルキビアデスが「近々国政に進出してその審議に助言しようとしている」ことを指摘し、それはアルキビアデスがその事柄（国政）について彼らよりよく知っているからなのか問う。アルキビアデスは同意する。
ソクラテスは、「知っているもの」とは「他人から学んだもの」か「自分で発見したもの」かのどちらかだが、「既に知識がある」と信じていて学びたいとも探し求めたいとも思っていなければ「学ぶこと」「発見すること」はないわけで、「今知識を持っている事柄」についてはかつて「知っていると考えなかった時（知らなかった時）」があったと指摘する。アルキビアデスは同意する。
続いてソクラテスは、アルキビアデスがこれまで学んで知っているのは「文字」「琴」「角力（すもう）」の3つであると指摘し、それらを以て議会の何の審議において「助言」をするつもりなのか問う。アルキビアデスは「彼ら自身のこと」「戦争（平和）」「国家社会のことがら」を審議する場合だと答える。
ソクラテスは「助言」というものが「体育術」「音楽術」のような各種の「技術」にかなった「より良さ」としてなされるものだとしたら、アルキビアデスが「戦争（平和）」に関して提示できる「より良さ」は何なのか問う。アルキビアデスは答えられない。

### 「正・不正」についての無知
ソクラテスは、「戦争」というものが「不正な被害を受けた」ことを互いに言い立てて名目とし開始されることを指摘しつつ、アルキビアデスが助言するのは「不正な者」「正しい者」どちらに対して戦うことについてか問う。アルキビアデスは「内心戦わなければならないと考えている相手」が仮に「正しい者」だったとしても、（「正しい者」に戦争を仕掛けることは「無法」であり「美しくない」ので）それを公然と認めるのは難しいと言う。
ソクラテスは、これまで議論してきた「より良い」は「より正しい」ということではないかと指摘し、続いてソクラテスが、アルキビアデスはこれまで「正・不正」の見分け方を誰にも教わっていない（「学んで」いない）し教師の名を挙げることもできないことを指摘すると、アルキビアデスはそれを「自分で発見」したかもしれないし、そのためにそれを自ら「探し求めた」かもしれないと言い返す。それを受けてソクラテスは、もしアルキビアデスがその知識を「持っていない（知らない）」と自覚したことがあるならば、（それをきっかけとして、その知識を「探し求め」、「自分で発見」した）その可能性はあると指摘する。
そしてソクラテスは、ではアルキビアデスは「正・不正」を「知らないと自覚」した時が「いつ」であるか挙げることができるか問い、昨年、二年前、三年前、四年前かと問うも、アルキビアデスは否定する。さらにソクラテスは、アルキビアデスが少年時代にも遊戯の最中などに子供たちの誰かれについて、ズル（不正）等を指摘している姿を目撃しており、アルキビアデスは今まで「正・不正」を「知らないと自覚」したことが無かったこと、それゆえに「正・不正」の見分け方を「自分で発見」してもいないことを指摘し、アルキビアデスもそれを認める。
するとアルキビアデスは、「正・不正」の見分け方を、（特定の教師ではなく）「世間の多くの人たち」に「学んだ」のだと言い出す。ソクラテスが彼らは「将棋」すら満足に教えられないのに、「正・不正」を教えることができるのか問うと、アルキビアデスはできると答え、その例として自分は彼ら（世間の多数）から「ギリシア語」を学んだことを挙げる。
ソクラテスは、「何かを教えようとする者」は「自分でまずそれを知っていないといけない」のであり、「ギリシア語」に関しては「世間の多数者」は（「ギリシア語」を知っているので）教師になり得ることを認める。そして同時に、「知っている者」同士は互いに言うことが「一致する」のであり、言っていることが「相違する」のであれば「知っている者」とは認められないと指摘し、アルキビアデスも同意する。
するとソクラテスは、「木」「石」「人間」「馬」等がどういうものであるかに関しては、皆の言うことは「一致する」のであり、そうした水準であれば「世間の多数者」は教師となれるが、「どれが速く走るか、どれがそうでないか」「どういうものが健康体で、どういうものが病弱であるか」といった「専門知」になると、「世間の多数者」の言うことはバラバラに「相違する」ことになり、教師になることができないことを指摘すると、アルキビアデスも同意する。
続いてソクラテスは、「正・不正」もまた、「一致は最小」「相違は最大」なものであり、「世間の多数者」が教師になれないものであること、そしてアルキビアデスの（「正・不正」を「世間の多数者」から「学んだ」という）主張は誤りであり、アルキビアデスは「正・不正」を「学んで」もいないし「発見して」もおらず、「無知」であることを指摘する。アルキビアデスもしぶしぶそれに同意する。

### 「正しさ」と「利益」
しかしアルキビアデスは、アテナイ人も他のギリシア人も「正・不正」を審議の対象にすることはなく、「利益」こそを検討するのであり、また「「正」と「利」も別もの」であることを指摘する。
ソクラテスは、「利益」についても先の「正・不正」と同じく、アルキビアデスが「学んだ」か「発見した」かによって「知っている」かどうかを質問しようとするが、同じように証明できないだろうからと見送ることにし、代わりに「「正」と「利」が別もの」であることの説明を求める。
まずソクラテスは、「「正しいこと」の「一部」は「利益」になるが、「他のもの」は「利益」にならない」というのがアルキビアデスの考えであるか確認すると、アルキビアデスは同意する。
しかし次にソクラテスは、「正」＝「美」、「美」＝「勇」＝「善」（「悪」＝「醜」）、「善」＝「利益」、そして「正」＝「利益」であることを順に論証していき、アルキビアデスも同意する。
そこでアルキビアデスは、自分がソクラテスに質問されるままに振り回されてふぬけのような格好であると動揺する。それに対してソクラテスは、「眼の数」「手の本数」といった分かり切った「知っている」ことについては「いつも同じ答え」をするものであり、逆に自分の意に反して「矛盾する答え」を言うということはその事柄を「知っていない」ことを示している、そしてそれゆえにアルキビアデスはこれまでの問答から「正・不正」「美・醜」「善・悪」「利・不利」を「知っていない」のだということを指摘し、アルキビアデスも同意する。

### 「無知の無知」と「過失」
続いてソクラテスは、例えば「天へ上る方法」といったように、「知らない」ことであったとしても、「知らないと自覚している」ことに関しては、人は「動揺することがない」ことを指摘し、アルキビアデスも同意する。
またソクラテスは、「料理」を知らなければその専門家である「料理人」に任せるし、「航行」を知らなければその専門家である「船頭」に任せるといったように、人は「知らないと自覚している」ことに関しては、「専門家に任せる」ので「過失なく」生きていくことができるのであり、逆に「知らない」ことでありながら「知らない」ことに「無自覚」で「知っていると思い込んでいる」人こそが「過失をおかす」と指摘し、アルキビアデスも同意する。
そしてソクラテスは、こうした「無知の無知（無知の無自覚）」こそが、「諸悪の根源」であり、「最大の愚昧」であること、そしてそれが「正」「美」「善」「利」などの「極めて大事な事柄」に関して現れる場合、その害毒も極めて多く、醜さ・恥も極めて大きくなること、そしてこれまでの問答から、まさにアルキビアデスもその1人だったことを指摘し、アルキビアデスも同意する。

### アルキビアデスの「競争相手」
しかしアルキビアデスは、国政に関わっている人々も少数の例外を除けば無教育な素人ばかりであり、おまけに素質に関する限り彼らよりずっと優位であるにもかかわらず、なぜ自分ばかりが面倒して学問を行い国政の練習をしなくてはならないのか問う。
ソクラテスは慨嘆しつつ、アルキビアデスがアテナイの指導者となることを目指しているのであれば、「競争相手」とすべきなのはそうした国内の人間ではなく、「スパルタ人」や「ペルシア王」であることを指摘する。
スパルタやペルシアにしても、国政の事情はアテナイと違わないのではないかと述べるアルキビアデスに対し、ソクラテスはまず第1に、彼ら（「スパルタ人」「ペルシア王」）を「手強い相手」と思い、警戒し、自分自身のことに一層気をつけた方が（そうでない場合よりも）大きな利益となること、そして第2に、彼ら（「スパルタ人」「ペルシア王」）と比べて「アテナイ人」や「アルキビアデス」は、種族・血統でも、養育・教育でも、富・贅沢でも、劣勢にあるのであり、「勤勉」と「知恵・技術」以外に彼らに対して優位に立てるものはないと指摘する。

### 国家にとっての「善」
どうしたらいいのかと途方に暮れるアルキビアデスをソクラテスが励ましつつ、共同して考察していこうと問答を再開する。
まずソクラテスは、自分たちの望みが「できるだけ優れた善い人間」になることであったと指摘し、アルキビアデスも同意する。続いてその「善さ」が「「仕事」をすることに優れた善い人たちの善さ」という点でも2人は同意し、ではその「仕事」とは何であるかソクラテスが問うと、アルキビアデスは「アテナイのちゃんとした然るべき人（善美の人）がする仕事」と答える。さらにソクラテスが「優れた善い人たち」とは何であるか問うと、アルキビアデスは「国家社会の内にあって、支配する能力を持っている人たち」であると答える。
ソクラテスが、それは「人間を支配する能力」であり、「「人間を用立て、使用している人間」を支配する能力」であることを指摘すると、アルキビアデスも同意する。さらに問答を進め、アルキビアデスはそれが「「国家の一員として国政に参与し、互いに取引をする人たち」を支配する能力」であると述べる。
ソクラテスがそれを取り扱う「知識・技術」は何であるか問うと、アルキビアデスは「国の政治を善くして、それを安全に保つために、善い案を出す（善い助言をする）知識」だと答える。
続いてソクラテスが、「国の政治が善くなり、安全に保たれる」のは、「何が来て宿り、何が離れ去る」ことによってなのか問う。アルキビアデスは「国家の成員の間に相互の親愛が生まれ、憎悪・党派分裂が無くなる」ことだと答える。ソクラテスがその「親愛」とは「考えが一致し、心が一つになる」ことであるか問うと、アルキビアデスは同意する。
しかしソクラテスがその「考えの一致」とは「どういうもの」で「何について」の一致なのか問い、問答を進めていくも、「各人が自分自身の仕事をすることで生じる考えの一致」というところまで来て、うまくまとまらず行き詰まる。

### 「自身 (魂)」と「付属物 (身体)」
落ち込むアルキビアデスを励ましながら、ソクラテスは問答を再開する。
ソクラテスは「自分自身を気をつける」とはどういうことか問い、「自分自身の面倒をみる技術」と「自分の付属物の面倒をみる技術」は別ものであることを指摘し、アルキビアデスも同意する。
続いてソクラテスが、我々が「自分自身が何であるか」を知らないで（「自分自身を知る」ことなくして）、「自分自身を善くする技術」を知ることはできないと指摘すると、アルキビアデスも同意する。
次にソクラテスは、「用いる者」と「用いられるもの」、「使用者」と「使用されるもの」といった区別を持ち込み、それを人間自身に当てはめてみると「魂」と「身体」の関係がそれに相当すると指摘する。アルキビアデスも同意する。
そしてソクラテスは、人間の本質は「魂」にほかならず、人間相互の交わりとは言論を用いた「魂」と「魂」の交わりであること、デルポイの神託所に書かれてある「汝自身を知れ」とは「魂を知れ」と命じていることなどを指摘する。アルキビアデスも同意する。
さらにソクラテスは、こうして「魂の世話をする」ことが「思慮の健全さ（ソープロシュネー）を保つ」ことであり、「身体の世話をする」ことは「付属物の世話をする」ことで「自分自身を世話する」ことではないことを指摘しつつ、
- アルキビアデスの「肉体」に愛着した者たちはアルキビアデスの「付属物」を求めただけであり、真にアルキビアデス自身を愛する者というのはアルキビアデスの「魂」を愛する者であること。
- 「肉体」を愛する者はその花盛りが過ぎれば離れ去っていくが、「魂」を愛する者はそれが向上の途を辿っている限りは離れ去ることはない。
- そしてアルキビアデスの「魂」を愛しているのはソクラテスただ1人のみであり、それが冒頭の「ソクラテスのみがアルキビアデスの前から去らずに残り続けている」ことの理由である。
- ソクラテスは、アルキビアデスがアテナイの民衆によって腐敗させられてしまうことを恐れている。

ことなどが述べられる。

### 「自知」と「思慮の健全さ」
アルキビアデスがどうしたら自分自身の「魂」に気をつけ、その世話をしていけるようになるのか問うと、ソクラテスは「鏡」を使って「眼」で「眼」の最も大切な部分（視覚）を見ることでそこに映る自身を見ることができるように、「魂」で「魂」の最も大切な部分（知性）を眺めることによって「神的なもの」と共に「自分自身」も最大限に知ることができるようになると指摘する。
そしてソクラテスは、
- 「自分自身」を知らず「思慮の健全さ」を欠いていたら、「自分の付属物」も、「他者」も、「国家社会」も分からないということであり、「一国の政治を扱う」ことも「一家を調える」こともできず、「自分のしていること」も分からずに「過失」を犯し、公私いずれの場合にも悪いやり方で「不幸」になること。
- 「思慮の健全さ」を保ち、「徳」を身につけなければ、それを国民に分け与えることもできず、国家のことを正しく美しく行うことができないのであり、「自身」のためにも「国家」のためにも用意しなければならないのは「正義」と「思慮の健全さ」であり、それを持っていれば神々から愛され、神的なもの、光明に輝くものを見ながら行為をすることになり、必ず幸福となること。
- 「徳」（卓越性）は「自由人」にふさわしく、「劣悪さ」は「奴隷」にふさわしいこと。

などを述べる。

### 終幕
アルキビアデスはソクラテスを師として受け入れ、今日から自分がソクラテスをつけ回すことになると予告する。
最後にソクラテスが、アルキビアデスには「有終の美」を希望しているが、この国家社会の影響力を目にすると、自分もアルキビアデスも負けはしないか心配だと、両者の未来を暗示しつつ話は終わる。

## 日本語訳
- 『プラトン全集 6　アルキビアデスI　アルキビアデスII　ヒッパルコス　恋がたき』 
田中美知太郎・川田殖・河井真・田之頭安彦訳、岩波書店、1974年、復刊2005年ほか
- 『アルキビアデス　クレイトポン』 三嶋輝夫訳、講談社学術文庫、2017年